# Иокасте (спутник)
Иокасте (от др.-греч. Ἰοκάστη) — нерегулярный спутник Юпитера, известный также как Юпитер XXIV.

## Открытие
Был обнаружен 23 ноября 2000 года группой астрономов из Гавайского университета под руководством Скотта Шеппарда и получил временное обозначение S/2000 J 3. В октябре 2002 года спутник получил своё название в честь персонажа греческой мифологии Иокасты.

## Орбита
Иокасте совершает полный оборот вокруг Юпитера на расстоянии в среднем 21 269 000 км за 631 день и 12 часов. Орбита имеет эксцентриситет 0,216. Наклон ретроградной орбиты к локальной плоскости Лапласа 149,4°. Принадлежит к группе Ананке.

## Физические характеристики
Диаметр Иокасте составляет около 5 км. Плотность оценивается 2,6 г/см³. Очень тёмная поверхность, альбедо 0,04. Звёздная величина равна 21,8m.